# Bohdan Pretkiel
Bohdan Zbigniew Pretkiel (ur. 16 lipca 1987) – polski prawnik i urzędnik państwowy, doktor nauk prawnych, w latach 2021–2024 Rzecznik Finansowy.

## Życiorys
W 2011 ukończył studia prawnicze na Uniwersytecie Warszawskim, został następnie nauczycielem akademickim w Katedrze Logiki i Argumentacji Prawniczej tej uczelni. W 2018 obronił z wyróżnieniem doktorat na podstawie napisanej pod kierunkiem Sławomira Lewandowskiego pracy pt. Argument z autorytetu eksperta na przykładzie instytucji biegłego w polskim postępowaniu sądowym. Pracował przez wiele lat jako prawnik w kancelariach i grupie kapitałowej, został prezesem think tanku Instytut im. Mikołaja Sienickiego o profilu liberalnym. Zasiadał w radach nadzorczych m.in. Polskiej Agencji Inwestycji i Handlu, doradzał pełnomocnikowi rządu ds. społeczeństwa obywatelskiego w ramach grupy przedstawicieli kilkudziesięciu różnych organizacji społecznych i pozarządowych.
7 grudnia 2021, po przeprowadzeniu naboru, powołany na stanowisko rzecznika finansowego w miejsce Mariusza Goleckiego. W czerwcu 2024 został odwołany ze stanowiska rzecznika finansowego.